# Pipistrellus pygmaeus
Pipistrellus pygmaeus е вид прилеп от семейство Гладконоси прилепи (Vespertilionidae). Видът не е застрашен от изчезване.

## Разпространение и местообитание
Разпространен е в Австрия, Азербайджан, Армения, Босна и Херцеговина, Великобритания, Германия, Гибралтар, Грузия, Гърция, Дания, Естония, Ирландия, Испания, Италия, Латвия, Литва, Люксембург, Молдова, Полша, Португалия, Румъния, Русия, Словакия, Словения, Сърбия, Турция, Украйна, Унгария, Франция (Корсика), Хърватия, Чехия, Швейцария и Швеция.

## Описание
Много малък прилеп с къса муцуна и къси уши. Цветът е пясъчно или червено-кафяв, коремната страна е малко по-светла. Частите, които не са покрити с козина, са по-бледи от тези на кафявото прилепче. Между ноздрите има характерна издутина. Козината на опашната мембрана е по-дълга от тази на кафявото прилепче. 
Среща се на надморска височина от 10,9 до 18,4 m.